# Sint-Pieter en Pauluskerk (Asselborn)

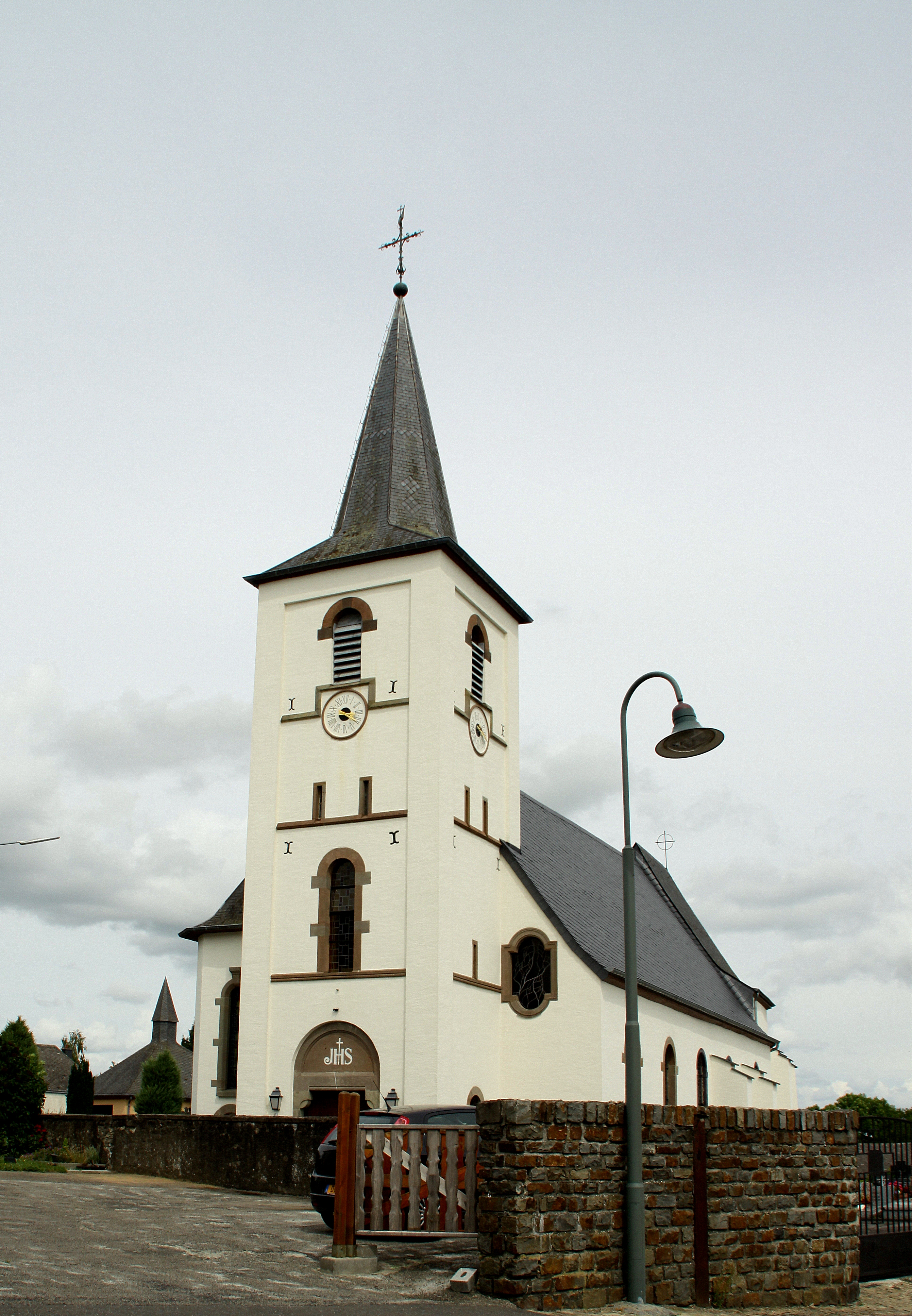
Sint-Pieter en Pauluskerk

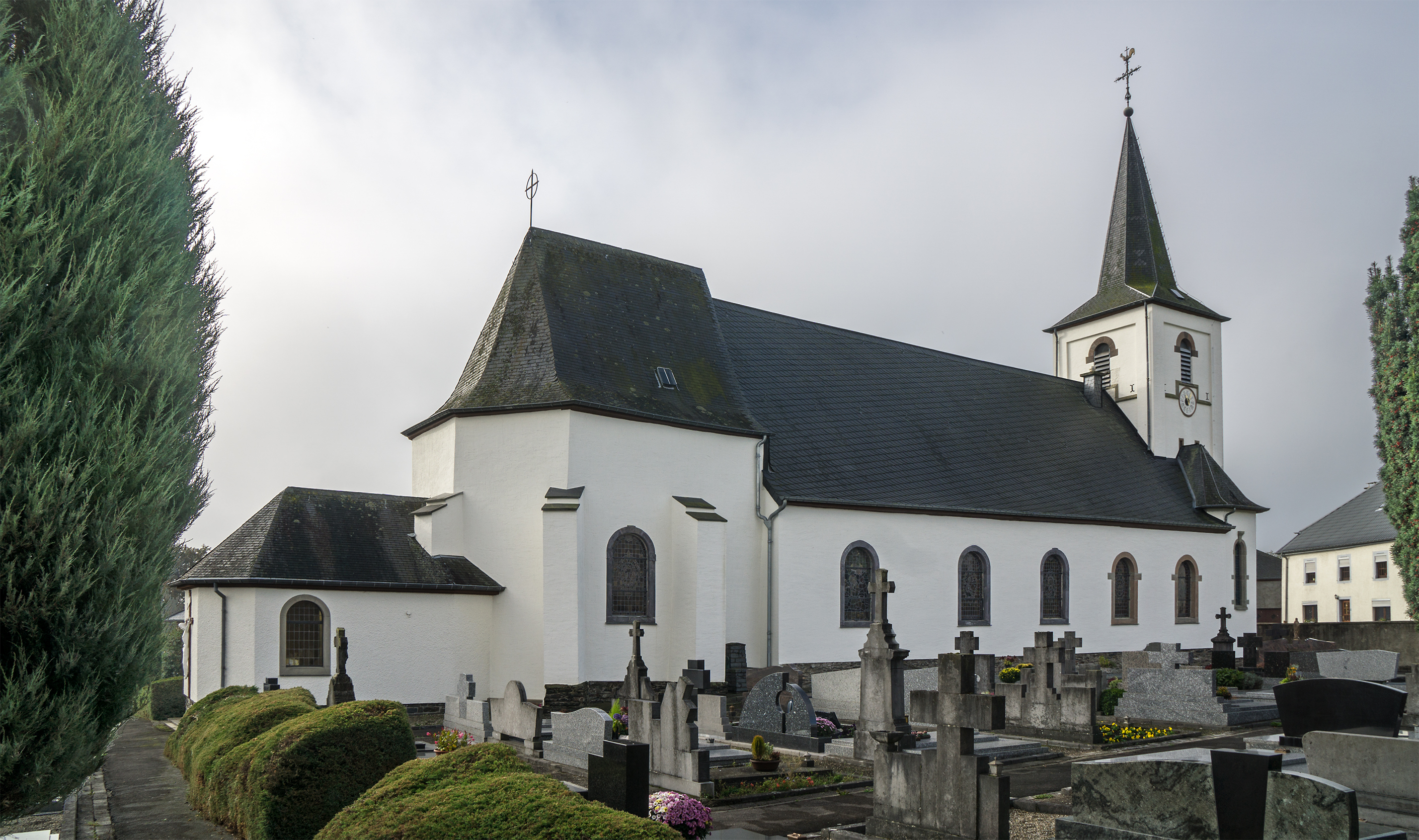

De Sint-Pieter en Pauluskerk is een kerkgebouw in Asselborn in de gemeente Wincrange in Luxemburg. De kerk staat midden in het dorp aan de Fissgässen en rond de kerk ligt het kerkhof. Op het kerkhof staat een monument voor de slachtoffers van de Tweede Wereldoorlog.
De kerk is gewijd aan de apostelen Petrus en Paulus.

## Opbouw
Het witte georiënteerde kerkgebouw bestaat uit westtoren, een schip met vijf traveeën en een driezijdig gesloten koor met twee traveeën. De kerktoren heeft vier geledingen en wordt getopt door een ingesnoerde torenspits. Het schip en het koor worden elk gedekt door een zadeldak, maar het zadeldak van het koor heeft een verhoogde noklijn. Alleen het koor is voorzien van steunberen. Aan de oostzijde van het koor is een sacristie aangebouwd.